# Piwnica

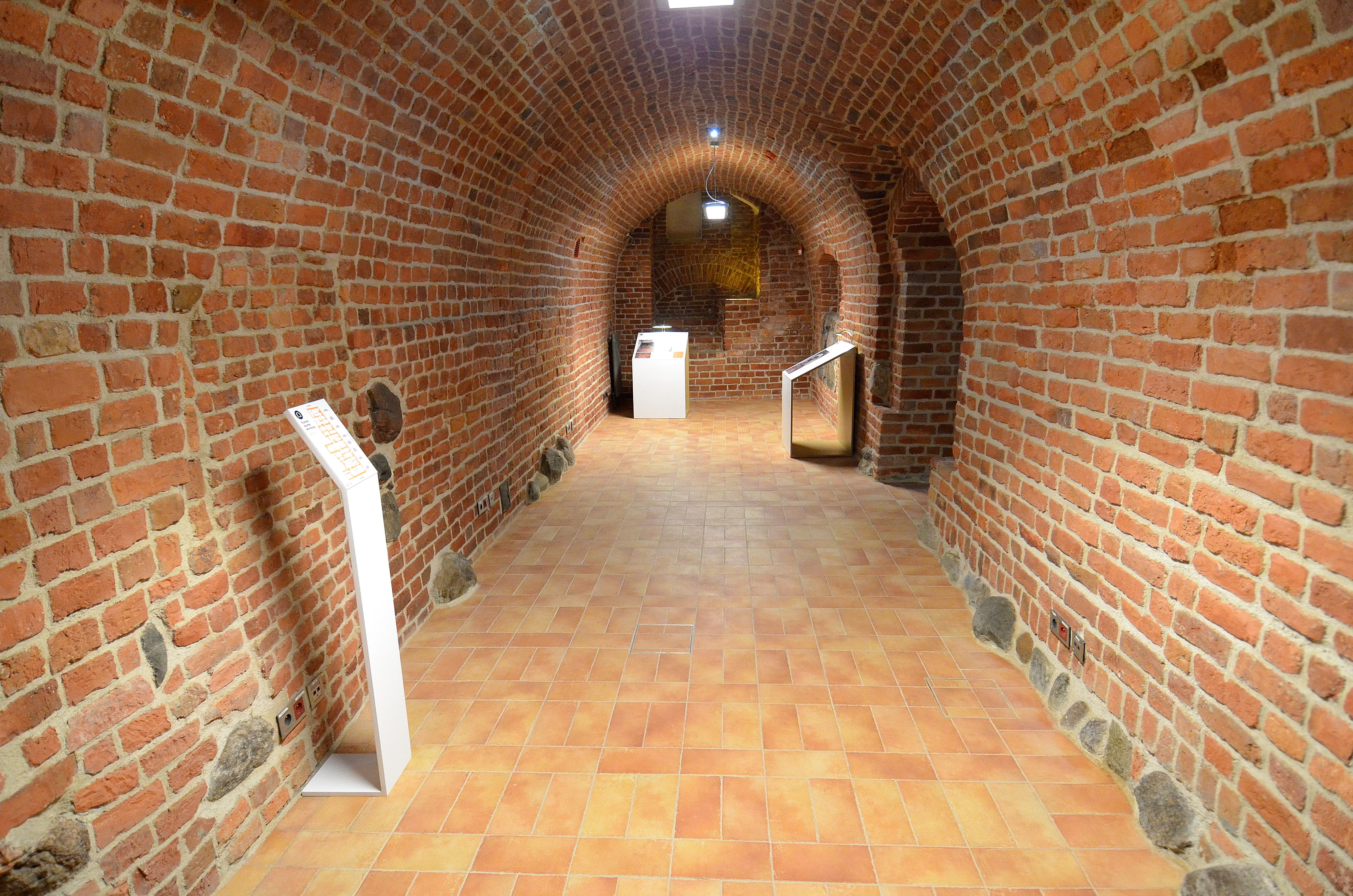
Piwnice staromiejskie w Warszawie

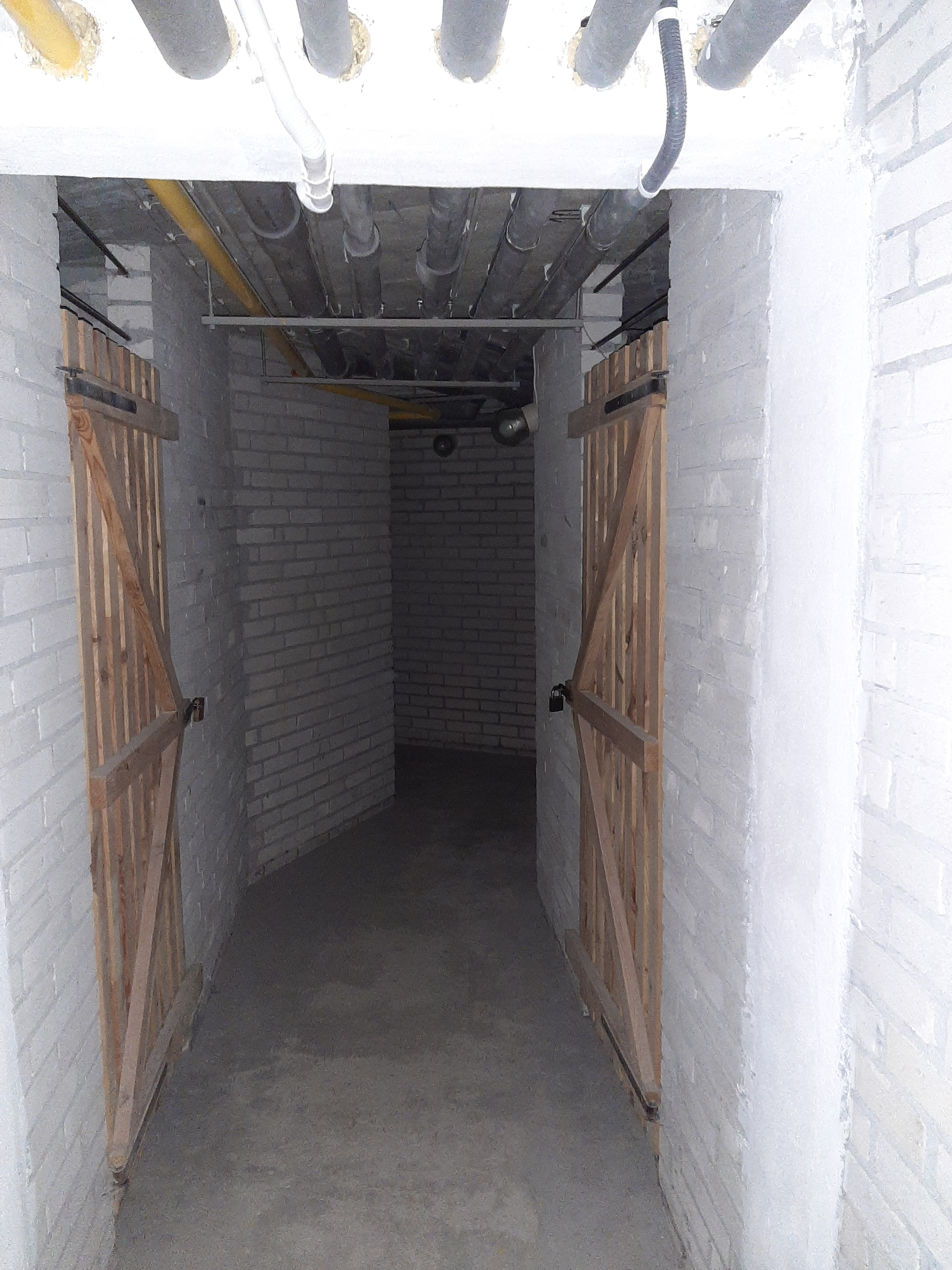
Piwnica w bloku mieszkalnym

Piwnica – najniższa, całkowicie lub częściowo podziemna kondygnacja budynku. Jej funkcja zależy od typu budynku. Nazwa pochodzi od piwa, które w warunkach piwnicznych było przechowywane – było zimne i nie psuło się zbyt szybko.
Współcześnie w wielorodzinnych budynkach mieszkalnych w piwnicy znajdują się komórki, w których lokatorzy przechowują mniej potrzebne na co dzień przedmioty, czasem przetwory spożywcze własnego wyrobu. Dawniej częściej wykorzystywana była do przechowywania żywności, ponieważ była pomieszczeniem nieogrzewanym, zatem o stabilnej, stosunkowo niskiej temperaturze. W głębokich piwnicach pod dworami można było nawet do lata przechowywać lód, który stopniowo topniejąc dodatkowo obniżał temperaturę. Warunki temperaturowe panujące w piwnicy wykorzystywane były również do przechowywania win.
Czasem, szczególnie dawniej, w piwnicy zlokalizowane były również mieszkania (suterena). Obecnie sutereny wykorzystywane są czasem jako sklepy.
W zamkach, poza magazynem żywności, znajdowały się lochy.
Niektóre winiarnie, kawiarnie czy restauracje lokalizowane są w sklepionych, podziemnych pomieszczeniach stylizowanych na zamkowe lochy (np. Jama Michalika).